# Desfado (canção)
"Desfado" é uma canção composta por Pedro da Silva Martins e gravada por Ana Moura. Está incluído no álbum Desfado, de 2012.
A canção foi considerada a melhor canção de 2012 para a SPA  e venceu o galardão de Melhor Música nos Globos de Ouro de 2013.
Em Portugal, o álbum Desfado foi apelidado de um clássico. Ele manteve-se no topo das paradas durante várias semanas desde que foi lançado e em 2016 recebeu a certificação de quíntupla platina.